# Incidens
Incidens er et begreb indenfor epidemiologi som beskriver hvor udbredt en sygdom optræder hos en befolkningsgruppe i løbet af en given periode, og er dermed et mål for hvor stor en del af befolkningen der er smittet. Selvom incidens ofte bruges som et simpelt tal (hvor mange er smittet) bør det altid hænge sammen med en størrelse på befolkningsgruppen.

## Definition
Der er forskellige måder at beskrive udbredelsen af sygdom i en befolkningsgruppe:

### Incidenstallet
Incidenstallet som også er kaldet kumulativ incidens er antallet af nye tilfælde inden for en bestemt tidsperiode divideret med størrelsen på den befolkning, der oprindeligt var i fare. Tallet beskriver præcists sandsynligheden for få den givne sygdom i løbet af perioden under antagelse af at incidensraten er konstant (se nedenfor). For eksempel, hvis en befolkning oprindeligt indeholder 1.000 ikke-syge personer og 28 udvikler en tilstand over to års observation, er incidenstallet 28 tilfælde pr. 1.000 personer pr. to år, dvs. 2,8% pr. to år. Med andre ord vil sandsynligheden for at få sygdommen indenfor 2 år være 2.8%.
Incidenstallet (IT) er relaterer sig til incidensraten og varigheden af eksponering D ved følgende formel:
{\displaystyle IT(t)=1-e^{IR(t)\cdot D}}

### Incidensrate
Incidensraten er frekvensen hvormed nye tilfælde sker indenfor en given tidsperiode. I eksemplet ovenfor vil incidensraten være 14 ud af 1.000, da man vil forvente 14 nye tilfælde ud af 1.000 hvert år. Brugen af incidensraten sker under antagelse at den er konstant for forskellige perioder (den ændrer sig ikke). Den reciprokke værdi af incidensraten kan tolkes som den gennemsnitlige ventetid på sygdom. En høj incidensrate medfører at befolkningen får sygdommen hurtigt.

## Incidens under coronaepidemien i 2019-2022
Under coronaepidemien i 2019-2022 har incidenstallet været hyppigt brugt til at vurdere smitterisiko for bestemte geografiske områder både nationalt og internationalt. Mange regeringer brugte incidenstallet til at føre og opdatere rejsevejledninger og indrejsekrav. I Danmark har hver kommune ført incidenstal givet ved antallet af nye sygdomstilfælde pr. 100.000 indbyggere i løbet af seneste uge.